# Роберт Гайнлайн
Ро́берт Е́нсон Гайнла́йн (англ. Robert Anson Heinlein; 7 липня 1907, Батлер, Міссурі, США — 8 травня 1988, Кармел-бай-те-Сі, Каліфорнія, США) — один із найвідоміших письменників-фантастів, який мав суттєвий вплив на формування сучасної наукової фантастики. В англомовній літературі Гайнлайна, разом з Артуром Кларком та Айзеком Азімовим зараховують до «Великої трійки» письменників-фантастів. Гайнлайн — перший лауреат найпрестижнішої премії фантастики за заслуги перед жанром Гросмейстер фантастики (1975) та одним з перших введений до Зали слави наукової фантастики (1998). Він також є єдиним шестиразовим володарем престижної премії «Г'юго» в номінації «найкращий роман» та нагороджений іншими помітними преміями — журналу Локус, «Прометей», «Секвоя» (The Sequoyah Children's Book Award), премією бібліотечної асоціації тощо. На честь письменника названі астероїд, кратер на Марсі та 2 премії — Премія імені Роберта Гайнлайна та Премія Гайнлайна за успіхи в комерціалізації космосу, ще одна премія — «Райслінг» — названа на честь персонажа його твору.

## Біографія
Народився 7 липня 1907 року в місті Батлер, округ Бейтс, штат Міссурі. Був третьою дитиною в сім'ї Рекса Айвора Гайнлайна і Бем Лайл Гайнлайн. Крім двох старших братів, Лоуренса і Рекса-молодшого, пізніше з'явилися три молодші сестри й брат.
Сім'я незабаром переїхала в Канзас-Сіті, де Роберт у 1924 році закінчив середню школу, а потім рік навчався в місцевому університеті. За прикладом одного зі своїх старших братів, вирішив вступити до Військово-морської академії в Аннаполісі, для чого доклав неймовірних зусиль. Щоб одержати допуск до вступних іспитів у цей престижний навчальний заклад, була потрібна рекомендація сенатора або конгресмена — вони мали право давати лише по одній в рік, — або самого президента. Гайнлайн відправив сенаторові Джеймсу Ріду п'ятдесят листів з проханнями про сприяння, приблизно стільки ж, скільки надіслала решта здобувачів разом узятих. Феноменальна наполегливість не залишилася непоміченою, і майбутній письменник, заручившись бажаною рекомендацією, блискуче склав усі іспити й був зарахований до академії, яку закінчив у 1929 році.

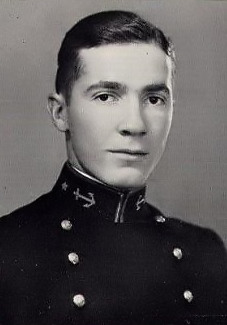
Фото Роберта Гайнлайна з фотоальбому Військово-морської академії (1929)

Відбувши практику на авіаносці «Лексингтон», провів у плаваннях на інших кораблях ще кілька років, поки в 1934 році не захворів на туберкульоз, його вилікували, після чого звільнили з військової служби.
Вступив до Каліфорнійського університету, вивчав точні науки (зокрема математику), до яких був схильний з дитинства, однак, не маючи грошей для закінчення курсу, вимушений працювати на різних роботах. Гайнлайну доводилося працювати на шахті, журналістом, маклером. Перепробувавши ще кілька фахів, він подався в політику, але на перших же виборах до Законодавчих зборів штату його кандидатура не пройшла.
Помер уві сні 8 травня 1988 року, від набряку легенів (emphysema) та серцевої хвороби, яка мучила його протягом останніх кількох років життя.

## Шлюби
У 1929 році Хайнлайн одружився з Елінор Каррі з Канзас-Сіті, однак їх шлюб тривав лише близько року. Його другий шлюб в 1932 році з Леслін Макдональд (1904—1981) тривав 15 років. Макдональд, за спогадами контрадмірала Кела Ленінга, друга Гайнлайна по флоту, була «дивно розумною, дуже начитаною і надзвичайно ліберальною, хоча і зареєстрованою, як республіканка», у той час як Айзек Азімов пізніше згадував, що тоді Гайнлайн був «палким лібералом».
На військово-морській корабельні Філадельфії Гайнлайн зустрівся з інженером-хіміком на ім'я Вірджинія (Джіні) Герстенфельд. Після війни вона переїхала в Лос-Анджелес задля докторантури з хімії в Каліфорнійському університеті та знову зустрілася з Гайнлайном.
Оскільки алкоголізм його другої дружини поступово вийшов з-під контролю, Гайнлайн пішов, і пара подала на розлучення. Дружба Гайнлайна з Вірджинією переросла у відносини, і 21 жовтня 1948 року вони одружилися в місті Ратон, штат Нью-Мексико, незабаром після того, як організували домашнє господарство в Колорадо. Вони залишалися в шлюбі до смерті Гайнлайна.
У 1965 році, після того, як з'ясувалося, що різні хронічні проблеми зі здоров'ям Вірджинії були пов'язані з висотною хворобою, вони переїхали в Санта-Крус, штат Каліфорнія, який розташований на рівні моря. Вони побудували нову резиденцію в сусідньому селі Бонні Дун. Роберт і Вірджинія самі спроєктували і побудували свій каліфорнійський будинок, який має круглу форму.

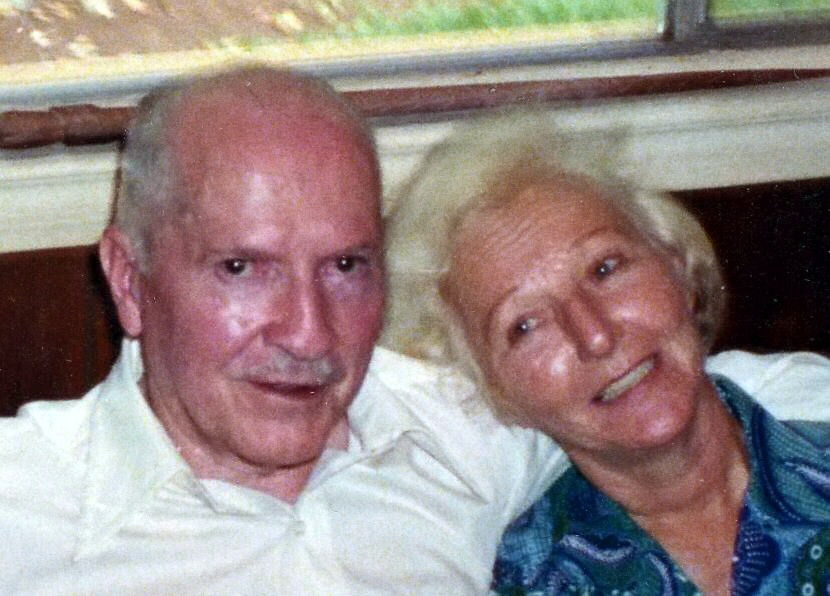
Роберт і Вірджинія Гайнлайн на Таїті, 1980.

Джіні, безсумнівно, послужила зразком для багатьох з його розумних, люто незалежних жіночих персонажів. Вона була хіміком і інженером-випробувачем ракет, і мала в військово-морському флоті вище звання, ніж сам Гайнлайн. Вона також була досвідченою спортсменкою.
У 1953—1954 роках Гайнлайни подорожували по всьому світу (переважно океанськими і вантажними лайнерами, тому що Джіні ненавиділа літати), Гайнлайн описав це в «Бродячій королівській скелі», також це дало довідковий матеріал для науково-фантастичних романів, дія яких відбувається на борту космічних кораблів під час довгих рейсів («Марсіанка Подкейн», «Фрайді» і «Йов, або комедія справедливості»).
Джіні стала першим читачем його рукописів. Айзек Азімов вважав, що одружившись з Джіні, Гайнлайн зробив політичний поворот вправо.

## Письменство
Довідавшись про конкурс на найкраще оповідання, який оголосив часопис Thrilling Wonder Stories наприкінці 1938 року, Гайнлайн вирішив спробувати себе в жанрі наукової фантастики. Він відправив оповідання «Лінія життя» (1939) у часопис «Astounding Science Fiction», редактором якого був Джон Вуд Кемпбелл-молодший, один зі стовпів тогочасної американської фантастики. Через кілька місяців твір опублікували, і Гайнлайн отримав за нього сімдесят доларів — перші гроші, здобуті письменницькою працею. Йому запропонували співпрацювати з часописом і далі.
Незабаром надруковано низку його творів: «Невдаха» (1939), «Реквієм» (1940), «Вибух завжди можливий» (1940), «Дороги повинні котитися» (1940), які демонстрували відмінну наукову підкованість автора, уміння віртуозно моделювати сюжет. Він доводив свої ідеї до досконалості і прагнув внутрішньої логічності оповідання.
Гайнлайн ніколи не переставав писати (за винятком періоду з 1942 по 1947 роки).

### «Історія Майбутнього»
Цикл творів «Історія Майбутнього», який автор створював протягом 1940—1950-х і до якого повертався пізніше, містить у собі деякі ранні оповідання і романи, такі як: «Якщо це триватиме надалі…» (1940), «Діти Мафусаїла» (1941), «Пасинки Всесвіту» (1963), книжка, яку згодом порівнювали з «Володарем мух» Вільяма Голдінга. Гайнлайн зі властивим йому комплексним підходом склав і повісив на стіну свого кабінету структурно-хронологічну схему розвитку цього напряму своєї творчості, хоча втілив не все задумане.

### Категоризація творчості
Зрілу творчість Гайнлайна заведено поділяти на дві частини. Подібна класифікація радше формальна:
Перша складається з романів «Лялькарі» (1951), «Подвійна зірка» (1956), «Двері у літо» (1957) та низки інших.
Друга — романи, орієнтовані на підлітків і юнацтво (хоча читають і дорослі): «Ракетний корабель „Галілео“» (1947), «Космічний кадет» (1948), «Червона планета» (1949) тощо. У них письменник уклав дуже багато не тільки від власного досвіду, але і від розуміння глобальних проблем усієї цивілізації, включаючи інтелектуальні й філософські дилеми.

### Тематика творчості
Улюбленою темою Гайнлайна стала соціологія, а згодом — комунікативна психологія. Його цікавили «людський фактор», «хвороби» суспільства і їхнє значення для цивілізації.
У своїх творах він твердо стоїть на позиціях позитивізму і віри в усвідомлений обов'язок і призначення людини, у величезне значення її волі в кульмінаційні періоди. Так, Торбі з «Громадянина Галактики», здобувши багатство і сім'ю, з якою був розлучений, йде проти всіх порядків свого рідного суспільства, прагнучи з'ясувати істину про загибель своїх батьків, і боротися далі з ненависним йому рабовласництвом. Міцний духовний стрижень — те, що відрізняє головних героїв Гайнлайна (недарма дослідники кажуть про вплив концепцій Ортеги-і-Гассета на його світогляд).
Основний конфлікт більшості творів Гайнлайна відбувається не між розумом (чи обов'язком) і почуттям, не між особистістю і світом або природою, а між наборами аксіом різних культур, між цивілізаційною і генетичною приналежністю людини і її моральним вибором.
Чудова мова з віртуозним моделюванням ідіоматики і семантики людської і відмінних від неї культур майбутнього, невимушене використання розмовної мови, наукової (і не тільки технічної, але і гуманітарної) лексики, — незмінна іронія, явні і приховані цитати, — усе це робить твори Гайнлайна приємними і захопливими. При цьому вони багатошарові й розраховані на різні види сприйняття і категорії читачів.

### «Чужинець на чужій землі»
«Чужинець на чужій землі» (1961) — одна з найвідоміших і найскладніших для розуміння книжок фантаста. Навряд чи якийсь інший письменник до нього намагався розкрити за допомогою фантастики стільки каверзних питань. Їх занадто багато, і з кожною сторінкою стає дедалі більше: віра чи юродство; що взагалі називати релігією; моральність і мораль універсальні чи задані культурою; чи дійсно прекрасні ті почуття, звичаї і догми, що встановило людство, і чи існує гідна альтернатива; визначає мова мислення, чи ні; чи можливий міжкультурний діалог різними мовами чи взагалі без мови тощо. З контексту роману виділяється ще одне, приховане запитання: а чи є розум узагалі благом?

## Реакції
Повісті й романи Гайнлайна робили фурор, часом викликали зовсім різну реакцію — від захопленого вихваляння до звинувачень у мілітаризмі (за «Зоряний десант», який став бестселером 1959). Чотири рази він одержував премію «Г'юго» і став першим, кому була вручена премія «Гросмейстер фантастики» за внесок до жанру фантастики.

## Відвідини СРСР
Письменник-фантаст був спостережливим соціальним аналітиком. Відвідавши Радянський Союз у 1960-ті роки, Роберт Гайнлайн зазначив, що радянські громадяни не розуміють демократичного спілкування:
В СРСР ви або нагорі, або внизу — але ніколи не рівні [і тому] …працівник «Інтуриста», залишившись наодинці з іноземцем, ніяк не може обрати позицію. Підлеглий він чи начальник? Зазвичай відбувається щось на зразок швидкої проби сил, після чого він одразу ж обирає ту чи іншу роль… У такому випадку необхідно моделювати свою поведінку за гіршим зразком гнівного припадку — вам доводилося його бачити під час виступу Хрущова; таке вони зрозуміють. В СРСР так поводиться тільки начальник…

## Переклади українською
- А ще ми прогулюємо собак: Оповідання / З англ. пер. Людмила Бутенко // Всесвіт, 1991. — № 10.[16]
- Роберт Гайнлайн. Чужинець на чужій землі. Переклад з англійської: Г. Литвиненко; передмова: Вірджинія Гайнлайн. Харків: КСД, 2016. 717 стор. ISBN 978-617-12-1519-1
- Колумб був бовдуром. Переклад Віктора Часника, 2022 — https://www.ukrlib.com.ua/world/printit.php?tid=9501
- Ляльководи (Лялькарі) — https://www.ukrlib.com.ua/world/printit.php?tid=2830
- Уроборос (Усі ви зомбі). Переклад Саши М.
- Мовчав оркестр, обвисли прапори. Перекладено «Гуртом»
- Роберт Гайнлайн. Двері у літо / пер. з анг. Олеся Малая. — Х. : КСД, 2024. — 288 с. — ISBN 978-617-15-0505-6.
- Роберт Гайнлайн. Ляльководи / пер. з анг. Володимир Горбатько. — Х. : КСД, 2024. — 416 с. — ISBN 978-617-15-0625-1.